# Amoreuxia gonzalezii
Amoreuxia gonzalezii är en tvåhjärtbladig växtart som beskrevs av Thomas Archibald Sprague och Riley. Amoreuxia gonzalezii ingår i släktet Amoreuxia och familjen Cochlospermaceae. Inga underarter finns listade i Catalogue of Life.

## Bildgalleri

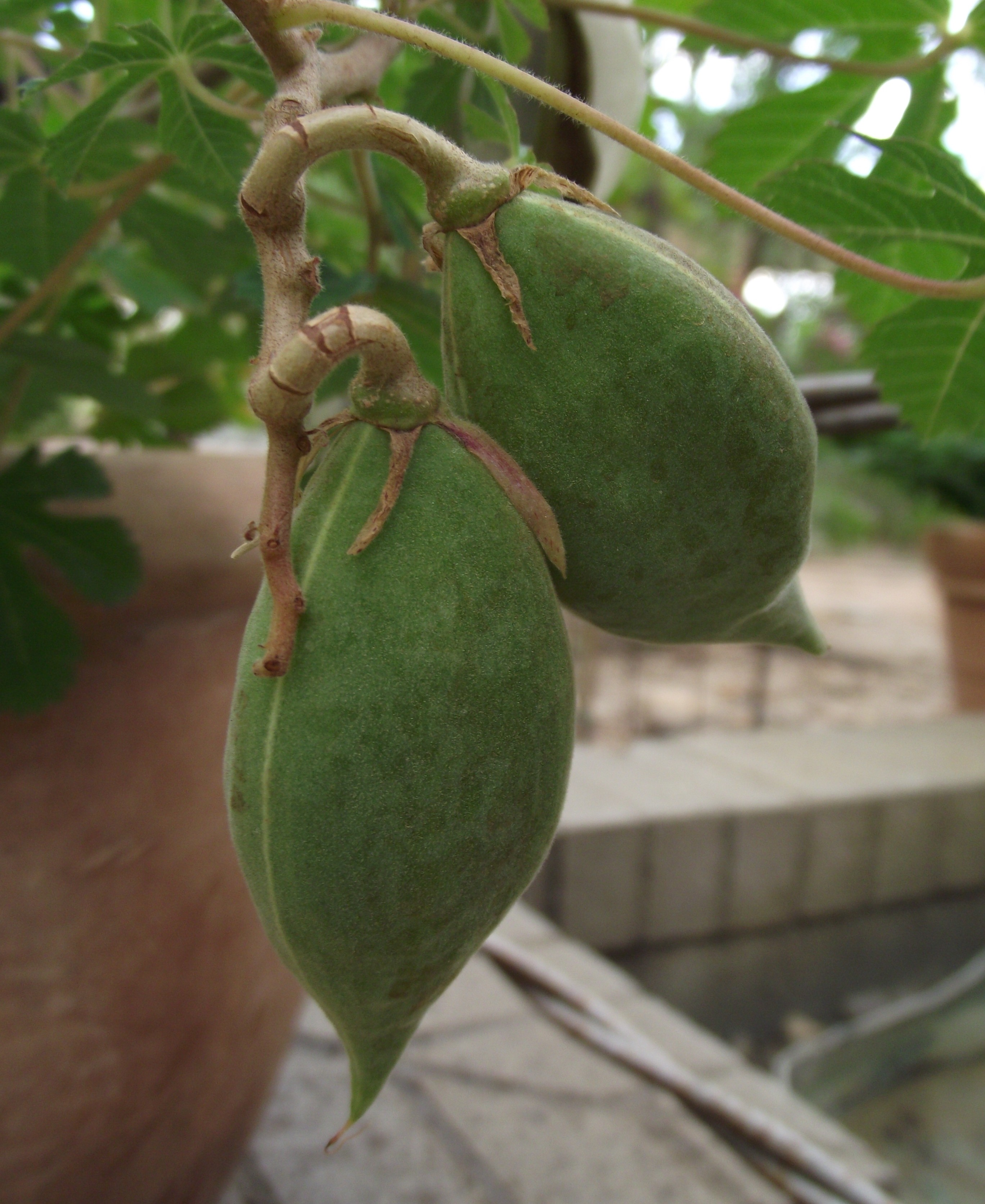